# Maren Eggert

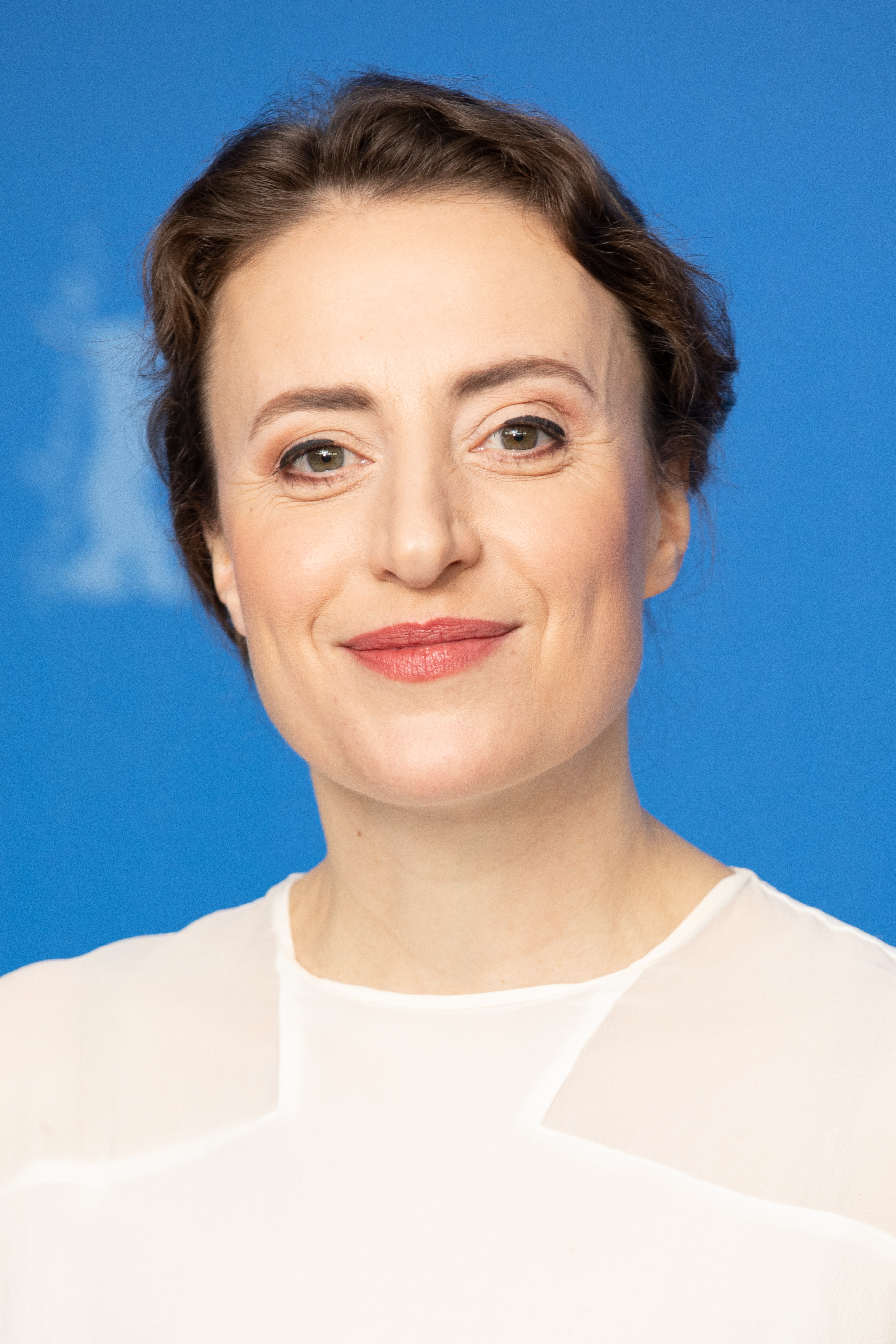
Maren Eggert, 2019

Maren Eggert (* 30. Januar 1974 in Hamburg) ist eine deutsche Schauspielerin.

## Leben
Eggert absolvierte von 1994 bis 1998 ihre Schauspielausbildung an der Otto-Falckenberg-Schule in München. Nach einem Gastengagement in Zürich spielte sie von 1998 bis 2000 am Schauspielhaus Bochum und gehörte seit dem Jahr 2000 dem Ensemble des Thalia-Theaters in Hamburg an. Seit der Spielzeit 2009/10 ist Maren Eggert festes Ensemblemitglied am Deutschen Theater in Berlin.
1997 war sie in Die Apothekerin und 2001 als Freundin des von Moritz Bleibtreu gespielten Journalisten in Das Experiment auch im Kino zu sehen. Für ihre Darstellung in Die Frau am Ende der Straße wurde Maren Eggert gemeinsam mit Matthias Brandt 2008 mit dem Deutschen Kritikerpreis ausgezeichnet. In Dominik Grafs Film Das Gelübde über Clemens Brentanos Begegnung mit der Nonne Anna Katharina Emmerick verkörperte sie Bettina von Arnim. Dem Fernsehpublikum bekannt ist sie als Polizeipsychologin Frieda Jung, die sie von 2003 bis 2010 und erneut 2015 und zuletzt 2025 an der Seite von Axel Milberg als Klaus Borowski in den vom NDR produzierten Kieler Tatorten spielte.
Sie lieh zudem zahlreichen Hörbuchproduktionen ihre Stimme, so zum Beispiel Der Geschmack von Apfelkernen (2008) von Katharina Hagena oder Reading to you (2009), einer zweisprachigen Lesung mit der US-amerikanischen Schriftstellerin Siri Hustvedt.
Im Dezember 2011 veröffentlichte Eggert mit der deutschen Band Erdmöbel den Weihnachtssong Lametta als Duett mit deren Sänger Markus Berges.
2021 erhielt sie für ihre Hauptrolle in Maria Schraders Film Ich bin dein Mensch den Silbernen Bären der 71. Internationalen Filmfestspiele Berlin sowie den Deutschen Filmpreis.
Maren Eggert lebt mit ihrem Lebensgefährten Peter Jordan in Berlin.

## Filmografie
- 1997: Die Apothekerin
- 1997: Polizeiruf 110: Feuer!
- 1997: 2 Männer, 2 Frauen – 4 Probleme
- 2000: Die Königin. Marianne Hoppe
- 2001: Das Experiment
- 2002: Donna Leon – Nobiltà (Fernsehfilm)
- 2003: Liebelei (Fernsehfilm)
- 2004: Marseille, Spielfilm von Angela Schanelec
- 2004: Ins Leben zurück (Fernsehfilm)
- 2007: Die Frau am Ende der Straße (Fernsehfilm)
- 2007: Das Gelübde (Fernsehfilm)
- 2008: Was wenn der Tod uns scheidet?
- 2010: Orly, Episoden-Spielfilm von Angela Schanelec
- 2010: Amigo – Bei Ankunft Tod (Fernsehfilm)
- 2011: Das Ende einer Maus ist der Anfang einer Katze (Fernsehfilm)
- 2013: Eltern
- 2015: Nichts passiert
- 2015: Die Klasse – Berlin ’61 (Fernsehfilm)
- 2016: Tatort: Hundstage
- 2017: Die Unsichtbaren – Wir wollen leben
- 2018: Solo für Weiss – Für immer Schweigen
- 2019: Ich war zuhause, aber…
- 2019: Giraffe
- 2019: Ottilie von Faber-Castell – Eine mutige Frau
- 2021: Ich bin dein Mensch
- 2024: Der Spatz im Kamin

## Tatort-Folgen als Frieda Jung
- 2003: Väter
- 2004: Schichtwechsel
- 2004: Stirb und werde
- 2005: Schattenhochzeit
- 2005: Borowski in der Unterwelt
- 2006: Sternenkinder
- 2006: Mann über Bord
- 2007: Das Ende des Schweigens
- 2007: Macht der Angst
- 2008: Borowski und das Mädchen im Moor
- 2008: Borowski und die einsamen Herzen
- 2009: Borowski und die heile Welt
- 2009: Borowski und die Sterne
- 2010: Tango für Borowski
- 2015: Borowski und die Rückkehr des stillen Gastes
- 2025: Borowski und das Haupt der Medusa

## Theater
- 2010: Friedrich Hebbel: Die Nibelungen (Krimhild) – Regie: Michael Thalheimer (Deutsches Theater Berlin)

## Hörspiele und Feature
- 2008: Elke Suhr: Hoffentlich wirst Du von Gottes Hand beschützt, Regie: Hermann Theißen (Feature des NDR und des DLF)
- 2010: Martina Groß: Erfahrung und was daraus folgt (Der amerikanische Dichter Kenneth Rexroth), Regie: Heike Tauch (Feature von DKultur)
- 2013: E. M. Cioran: Vom Nachteil, geboren zu sein, Regie: Kai Grehn (Hörspiel des SWR)
- 2013: Titelrolle in Simon Stephens: Harper Regan, Regie: Thomas Wolfertz (Hörspiel des MDR)

## Hörbücher (Auswahl)
- Steinunn Sigurðardóttir: Die Liebe der Fische, Jumbo Neue Medien & Verlag, Hamburg 2006
- Katharina Hagena: Der Geschmack von Apfelkernen, Jumbo Neue Medien & Verlag, Hamburg 2008
- Tana French: Totengleich, Argon Verlag, Berlin 2009

## Auszeichnungen
- 2002: Boy-Gobert-Preis der Körber-Stiftung
- 2007: Ulrich-Wildgruber-Preis
- 2007: Rolf-Mares-Preis für ihre Darstellung in Gefährliche Liebschaften im Thalia Theater Hamburg
- 2008: Deutscher Kritikerpreis zusammen mit Matthias Brandt für Die Frau am Ende der Straße
- 2021: Silberner Bär für Ich bin dein Mensch (Beste Hauptrolle)
- 2021: Deutscher Filmpreis für Ich bin dein Mensch (Beste weibliche Hauptrolle)

## Engagement
- Seit November 2011 ist Maren Eggert eine der deutschen Botschafterinnen der UN-Dekade Biologische Vielfalt.[6]